# Marga d'Andurain
Marga d'Andurain (Bayona, 29 de mayo de 1893 - 5 de noviembre de 1948) fue una aventurera y empresaria francesa.

## Trayectoria
Era hija de Marie Diriart y del magistrado Maxime Clérisse, una familia burguesa vascofrancesa. Durante su infancia fue expulsada de varios colegios religiosos por mal comportamiento, lo que su madre intentó corregir primero rezando y después pidiendo a las autoridades eclesiásticas de Bayona que le realizaran un exorcismo.
Al cumplir 18 años, su familia quería que se casara con un joven bien posicionado, pero ella decidió contraer matrimonio en 1911 con su primo lejano Pierre d'Andurain, 12 años mayor y sin medios económicos. Ambos se sentían atraídos por los países exóticos y juntos viajaron por España, Portugal, Marruecos y Argelia.
En 1912 viajan a América Latina, donde su marido intentó montar un centro de cría de caballos, pero finalmente ambos terminando siendo granjeros. Dos años después, arruinados, regresan a Bayona con sus dos hijos. Al estallar la Primera Guerra Mundial, Pierre se va al frente, siendo herido en 1916.
En 1925 falleció su padre y recibió una gran herencia. Aprovechando ese dinero, Marga d'Anduain decidió montar una peluquería en Egipto, por lo que se trasladó con su familia a El Cairo. Allí, se hicieron llamar los Condes D'Andurain, un título nobiliario que no existía. La peluquería se convirtió en un punto de encuentro de las esposas de los oficiales británicos.
Ante las secuelas de su marido por la guerra, Marga d'Anduain decidió unirse sola a una expedición por Tierra Santa, Palestina y Siria con la baronesa Brault, a la que también acudió el jefe del Servicio de Inteligencia Británico en Haifa, el mayor L. F. Sinclair, con el que inicia un romance. Su relación con Sinclair, sumado a que su clientela en la peluquería estaba formada en buena parte por esposas de los oficiales británicos, provocó la leyenda de que era una espía.
En 1927, tras este viaje, Marga D´Andurain se mudó con su marido Pierre y sus hijos se trasladó a Palmira. En esa localidad, quiere comprar un antiguo hotel con vista a las ruinas, pero por alto precio necesita recurrir a una parte adicional de la herencia de su padre a la que solo podía acceder si se divorciaba de su marido. La separación fue un mero acto legal, puesto que siguieron conviviendo y regentaron juntos el hotel hasta 1936. Reformó el hotel, llamado Hotel Zenobia, para convertirlo en un lujoso complejo que se convirtió en un lugar de referencia en Siria para la clase política y cultural, recibiendo entre sus huéspedes a personalidades como Agatha Christie o Alfonso XIII.
En 1933, se propuso ser la primera europea que entrara en la ciudad sagrada de La Meca y para poder cumplir con su plan, se convirtió al Islam y casó en Djeddar con un beduino. Ya bajo su nuevo nombre, Zeinab bent Maksime, su plan de viaje consistía en varias etapas, La Meca, Medina, Oneiza para visitar a la familia de su marido beduino, travesía del desierto de Hofuf, llegada al Golfo Pérsico y las islas Bairhen.
Sin embargo, el 21 de abril fue arrestada en el trayecto, en Yidda y recluida en un harén del vicegobernador. Su marido beduino continuó la peregrinación con intención de buscarla a la vuelta, pero murió en circunstancias extrañas. Marga d'Anduain fue acusada de asesinar a su marido, por lo que fue llevada a los calabozos de la policía y sometida a la sharía, siendo condenada a muerte por lapidación. Uno de sus conocidos, el cónsul francés Roger Maigret, la salvó de la condena, siendo absuelta el 26 de junio por falta de pruebas, siendo desterrada a Francia durante un año. El gobierno francés la designó a París, donde en 1934 escribió lo que una década más tarde sería su primer libro.
Después, volvió a Palmira para regentar de nuevo su hotel, y se volvió a casa de nuevo con Pierre d'Anduain a petición de su hijo. Enviudó al poco tiempo, al ser asesinado su marido. En 1937, sin haber conseguido averiguar quién fue el asesino volvió a Europa, instalándose en el París su ocupado por los nazis con su hijo Jacques. Allí, durante la Segunda Guerra Mundial, traficó con opio. Su otro hijo,  Pío, llamado al frente, murió en la guerra.
Tras la contienda, Marga d'Anduain se mudó a la Costa Azul. Allí fue detenida y acusada del asesinato de Raymond Clérisse, su sobrino, aunque fue absuelta por falta de pruebas. Se compró un velero y el 3 de julio de 1948 partió desde Niza rumbo al norte de Marruecos. Como Jacques se mareaba, decidió viajar por otros medios y esperar a su madre en Algeciras. De camino, Marga d'Anduain hizo una parada en Ronda, donde compró muebles rústicos. Fueron a Tánger y se introdujo en el tráfico de oro del Congo.
El 5 de noviembre de 1948, con 55 años, fue asesinada en su propio yate Djeilan cerca de Tánger y su cuerpo, lanzado al mar, no fue encontrado nunca. Su hijo Jacques d'Andurain, se convirtió en un héroe de la Resistencia francesa.

## Legado
Su vida sirvió de inspiración para varias novelas, como La Châtelaine du Liban de Pierre Benoit, la Histoire mondiale du Renseignement  de Faligot y Kauffer y Marga, Comtesse de Palmyre, une authentique aventurière française, de Marie-Cécile de Taillac.
En 1947 publicó el libro Le Mari-Passeport (en español, El Marido-Pasaporte) en la Editorial Jean Froissart, dedicado al representante de Francia en el reino de Néyed, Roger Maigret.